# Plateforme (économie)
Pour les articles homonymes, voir Plateforme.
 (décembre 2020).
En économie, une plateforme est un intermédiaire qui crée un marché dans le but de faciliter les interactions avec les différents acteurs. Par extension, le terme s'applique aussi aux intermédiaires qui rassemblent des groupes et favorisent les échanges économiques et sociaux.L’usage actuel du terme concerne essentiellement les plateformes numériques de travail, qui impliquent au moins trois acteurs : la plateforme (l’intermédiaire), le bénéficiaire du service et le prestataire.

## Définitions
Selon les chercheurs de Fairwork, le terme renvoie à « une entreprise qui utilise des ressources en ligne pour servir de médiateur à des interactions créatrices de valeur entre des consommateurs et des travailleurs fournissant des services individuels ». Cette définition exclut certaines plateformes comme Airbnb et Vinted, qui n’associent en principe que des particuliers entre eux.
La Loi pour une République numérique du 7 octobre 2016 définit une plateforme comme « toute personne physique ou morale proposant, à titre professionnel, de manière rémunérée ou non, un service de communication au public en ligne reposant sur :
1. Le classement ou le référencement, au moyen d'algorithmes informatiques, de contenus, de biens ou de services proposés ou mis en ligne par des tiers;
2. La mise en relation de plusieurs parties en vue de la vente d'un bien, de la fourniture d'un service ou de l'échange ou du partage d'un contenu, d'un bien ou d'un service. »[3]

Nick Srnicek distingue 5 types de plateformes : 
1. les plateformes d'annonceurs (advertising platforms) qui extraient et analysent les informations des utilisateurs pour ensuite vendre l'espace publicitaire (par exemple, Google).
2. les plateformes industrielles (industrial platforms) qui connectent les processus manufacturiers.
3. les plateformes de produits (product platforms) qui commercialisent l'accès à des biens et des ressources.
4. les plateformes allégées (lean platforms) qui, comme Airbnb, ne possèdent pas les actifs dont elles tirent profit.
5. les plateformes en nuage (cloud platforms) qui louent du stockage de données (par exemple, Amazon Web Service).

Antonio Casilli prolonge la définition de Nick Srnicek en caractérisant les plateformes de « mécanismes multi-face de coordination algorithmique qui mettent en relation diverses catégories d’usagers produisant de la valeur ». Sur le principe d'un marché, les plateformes font circuler la valeur captée, tout en étant des entreprises. Les plateformes se présentent comme des « hybrides marchés-entreprises ».

## Histoire
À partir de la révolution numérique, on a assisté à une augmentation exponentielle des entreprises qui utilisent cette structure comme business model.
Les plateformes se sont imposées comme des nouveaux mécanismes de coordination pour répondre à une perte de pertinence et d'efficacité des marchés et des entreprises traditionnelles.
Les récentes[Quand ?] crises économiques, qui ont aussi bien touché les marchés financiers que les marchés des biens et services, ont révélé les limites des marchés à faire correspondre correctement la valeur d’un bien ou d’un service à son prix. Fabian Muniesa parle de « crise dans la représentation de la valeur ».
En dévoilant cette possibilité d’instabilité, les marchés ont perdu en fiabilité en tant que « mécanisme de coordination des actions humaines ».
Fin du XXe siècle, les entreprises ont dû faire face à des impératifs de financiarisation. Au lieu de réinvestir leurs dividendes dans des investissements productifs ou dans l’augmentation des salaires, les entreprises ont privilégié une gestion à court terme en les reversant aux actionnaires. Selon Blanche Segrestin et Armand Hatchuel, les entreprises sont passées d’une stratégie « d’investissement et innovation » (retail and réinvest) à une stratégie de « réduction et distribution » (downsize and distribute). Ce changement a participé à l'affaiblissement du rôle de moteurs de la croissance économique des entreprises.
Entre 1995 et 2015, la capitalisation des quinze premières entreprises de plateformes cotées ont une croissance de 1587 % pour atteindre une valeur de 2 560 902 millions de dollars (contre 16 752 millions de dollars en 1995). Les valorisations boursières défient les lois économiques habituelles. Ces plateformes ne constituent pas seulement le business model des grandes firmes nées lors de l’avènement de l’ère digitale, mais représentent une véritable stratégie de croissance aussi pour d’autres entreprises. Comme le souligne le rapport publié par Accenture (2016) : « Selon les prévisions d’IDC, plus de 50 % des grandes entreprises (et plus de 80 % des entreprises dotées de stratégies de transformation digitale avancées) auront créé, ou utiliseront dans le cadre d’un partenariat, une plateforme d’ici à 2018 ». Cette utilisation trouve son fondement dans le fait que les plateformes sont considérées comme l’instrument nécessaire et fondamental pour relier les entreprises opérant dans des secteurs qui n’ont pas leur activité principale dans le monde numérique au sein de l’économie digitale.
Le 14 septembre 2022 apparaît le règlement (UE) 2022/1925 du Parlement européen et du Conseil du 14 septembre 2022 relatif aux marchés contestables et équitables dans le secteur numérique.

## Caractéristiques

### Mécanismes multifaces
Les plateformes se construisent comme un type particulier de mécanisme multi-face (multisided platforms) car elles mettent en lien plusieurs catégories d'acteurs à des prix différentiels.
Leur modèle économique repose donc sur l'exploitation d'effets croisés entre les catégories d'acteurs.

### Effets de réseaux
L'économie des plateformes est caractérisée par des effets de réseau et repose sur des structures en réseau. La valeur d’un réseau dépend de son bassin d’utilisateurs : l’utilité pour un consommateur dépend du nombre d’individus qui utilisent le même bien. Le but pour une plateforme est donc d’atteindre un seuil critique suffisant pour la rendre attractive et à partir duquel le nombre d’utilisateurs va croître du fait de cette attractivité. L’importance accordée au nombre d’utilisateurs a été l’objet de plusieurs études, qui ont mené à la formulation de la loi de Sarnoff, de la loi de Metcalfe et de la loi de Reed. Si dans le premier cas l’utilité d’un réseau est représentée par une fonction linéaire, qui lie la valeur du réseau au nombre d’utilisateurs, pour Metcalfe sa valeur est proportionnelle au carré du nombre des utilisateurs. Le poids du nombre d’utilisateurs augmente encore si l'on considère la loi de Reed, selon laquelle l’utilité d’un réseau croit exponentiellement avec sa dimension. Sur un marché concurrentiel entre plateformes, les effets de réseau mènent souvent à un effet qualifié de winner takes all puisque du fait des rendements croissants de l'attractivité, un acteur peut capturer l'ensemble du marché considéré.

### Capital immatériel
L'actif des plateformes n'est pas physique. Il ne dépend pas des relations de subordination productives ni du bien du produit ou service qu'elles offrent comme c'est le cas des entreprises, mais de l'activité d'une pluralité d'acteurs lors de chaque transaction.
Les plateformes proposent des services d'intermédiation par le biais d'algorithmes protégés par la propriété intellectuelle.

### Utilisation de données personnelles
Pour créer de la valeur, les plateformes recourent de manière intensive aux données personnelles des usagers. On parle d'appariement algorithmique entre différentes catégories d'usagers.
D'après la CNIL, "une donnée personnelle est toute information se rapportant à une personne physique identifiée ou identifiable. Mais, parce qu’elles concernent des personnes, celles-ci doivent en conserver la maîtrise".
Les plateformes captent la valeur produite par leurs utilisateurs qui peuvent être des personnes privées ou des entreprises. La collecte de données (informations sur les utilisateurs demandées par les plateformes ou données par ceux·elles-ci) et de métadonnées (informations sur d'autres données) est le cas échéant une source primaire de valeur pour les plateformes. Une fois ces données collectées, elles utilisent les préférences des utilisateurs pour mettre en place des services personnalisés, souvent gratuits. En échange, les données sont monétisées par le biais de publicités ciblées.
En plus de l'activité de sa communauté et de la pertinence des services qu'elles offrent, la croissance d’une plateforme dépend donc également de la « valeur globale »  qu'elle peut tirer des données qu'elle collecte.

## Régulation
La régulation regroupe l’ensemble des règles s’appliquant aux acteurs économiques sur un marché. La régulation ex ante définit les règles qui s’imposent aux différents acteurs ; la régulation ex post intervient après l’action des agents et juge de leur adéquation aux règles. Certaines plateformes deviennent tellement importantes par leur taille qu’elles structurent le marché et en contrôlent l’accès. « si les plateformes sont structurantes et qu’elles partagent de l’information et du contenu, alors il devient essentiel pour les pouvoirs politiques de s’assurer que ce contenu obéisse aux mêmes règles d’ouverture et de liberté que celles de l’économie réelle ». La régulation des plateformes soulève plusieurs problématiques : l'identification et la caractérisation des plateformes, la clarification des objectifs de la régulation, l'articulation entre les outils existants de fiscalité et la nécessité de réguler à une échelle supra-nationale, mais aussi la non-localisation ou multi-localisation des plateformes qui rend difficile l'utilisation d'instruments fiscaux . Or, dans un marché largement dominé par les GAFA, les grands États cherchent une voie pour permettre l'émergence d'autres entreprises sur le marché et maintenir un marché concurrentiel . Le 5 décembre 2020 la Commission européenne a proposé un cadre de régulation, le Digital Market Act (DMA) adopté le 25 mars 2022.
Le 14 septembre 2022, apparaît le règlement (UE) 2022/1925 du Parlement européen et du Conseil du 14 septembre 2022 relatif aux marchés contestables et équitables dans le secteur numérique.